# بودلی
latitudeبودلیlongitudeبودلی
بودلی (به انگلیسی: Bewdley) یک منطقهٔ مسکونی در انگلستان است که در میدلند غربی واقع شده‌است.

## خصوصیات
بودلی ۹٬۱۷۸ نفر جمعیت دارد.